# 拉戈阿-杜马图
拉戈阿-杜马图是巴西马拉尼昂州的一个市镇。总面积1288.863平方公里，总人口9545人，人口密度7.4人/平方公里。